# Laurent de Rome
Pour les articles homonymes, voir Saint-Laurent.
Saint Laurent de Rome est né entre 220 et 225 à Osca (aujourd'hui Huesca, Aragon, Espagne). Il est mort martyr sur un gril, en 258 à Rome, comme diacre du pape Sixte II. Il est célébré comme saint et martyr le 10 août (le 6 août en Suisse) par l'Église Catholique, mais aussi par l'Église Orthodoxe.

## Biographie

### Sa vie
Son père s'appelle Orence (ou Orens dans le sud-ouest de la France), et sa mère Patience. Afin de compléter ses études humanistes et liturgiques, il est envoyé, tout jeune encore, dans la ville de Cæsaraugusta (aujourd'hui Saragosse), où il fait la connaissance du futur pape Sixte II.
Sixte II l'établit le premier des sept diacres attachés au service de l'Église romaine. Il a, en cette qualité, la garde du trésor de l'Église et est chargé d'en distribuer une partie des revenus aux pauvres.
L'empereur Valérien ayant repris les persécutions contre les chrétiens, Sixte II et ses sept diacres se cachent ; ils sont découverts. Le pape est immédiatement condamné à mort.
Laurent, dont le plus ardent désir est d'être associé au martyre de saint Sixte, le suit en versant des larmes et lui dit : 
« Où allez-vous, mon père, sans votre fils ? Saint pontife, où allez-vous sans votre diacre ? »
Le pape lui répond : « Je ne t'abandonne pas, mon fils ; une épreuve plus pénible et une victoire plus glorieuse te sont réservées ; tu me suivras dans trois jours. »
Après l'avoir ainsi consolé, le pape lui ordonne de distribuer aux pauvres toutes les richesses dont il est dépositaire, dans la crainte qu'elles ne tentent la cupidité des persécuteurs. Laurent distribue donc aux indigents tout l'argent qu'il a entre les mains, puis vend les vases et les ornements sacrés, et en emploie le produit de la même manière.
Avant de mourir, il aurait expédié la coupe utilisée par Jésus-Christ lors de la Cène (le Saint Calice), qui faisait partie de ce trésor, à ses parents vivant à Osca (aujourd'hui Huesca). Ce calice se trouve dans la cathédrale de Valence (Espagne). C'est la raison pour laquelle le saint, qui dispensait généreusement des aumônes, est le patron des pauvres.

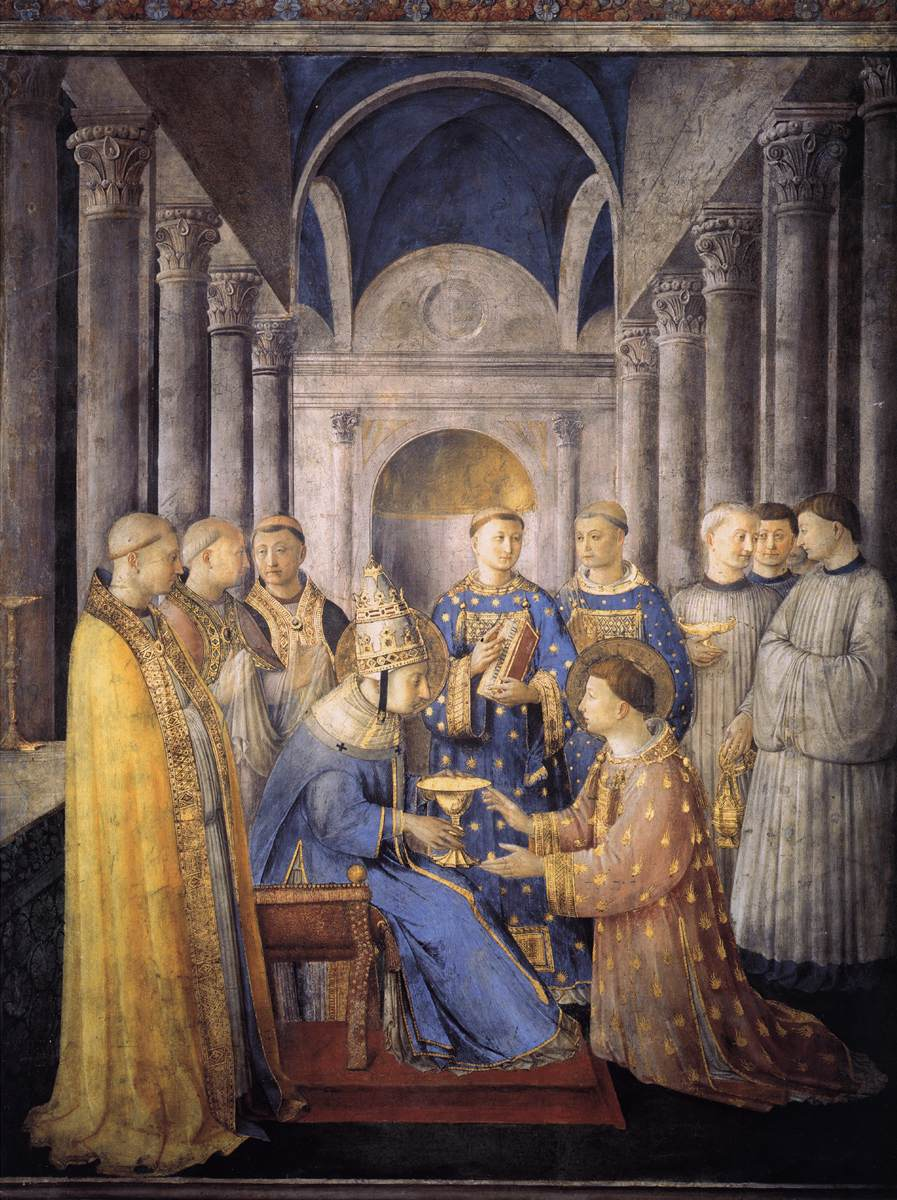
La Consécration de saint Laurent comme diacre, Fra Angelico, série La Vie de saint Laurent, fresques de la chapelle Nicoline du Vatican (I).
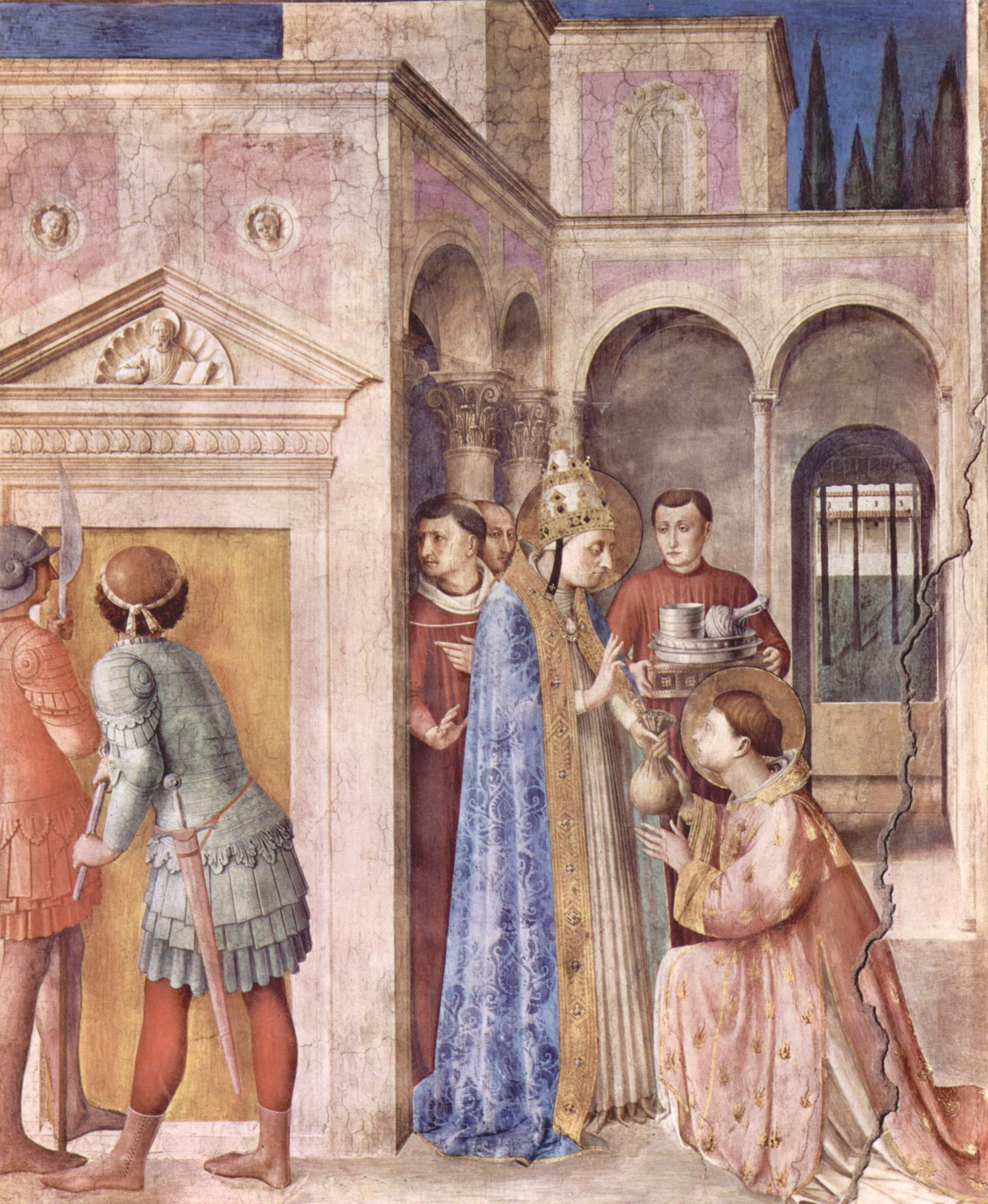
Saint Laurent reçoit les trésors de l'Église, Fra Angelico (II).
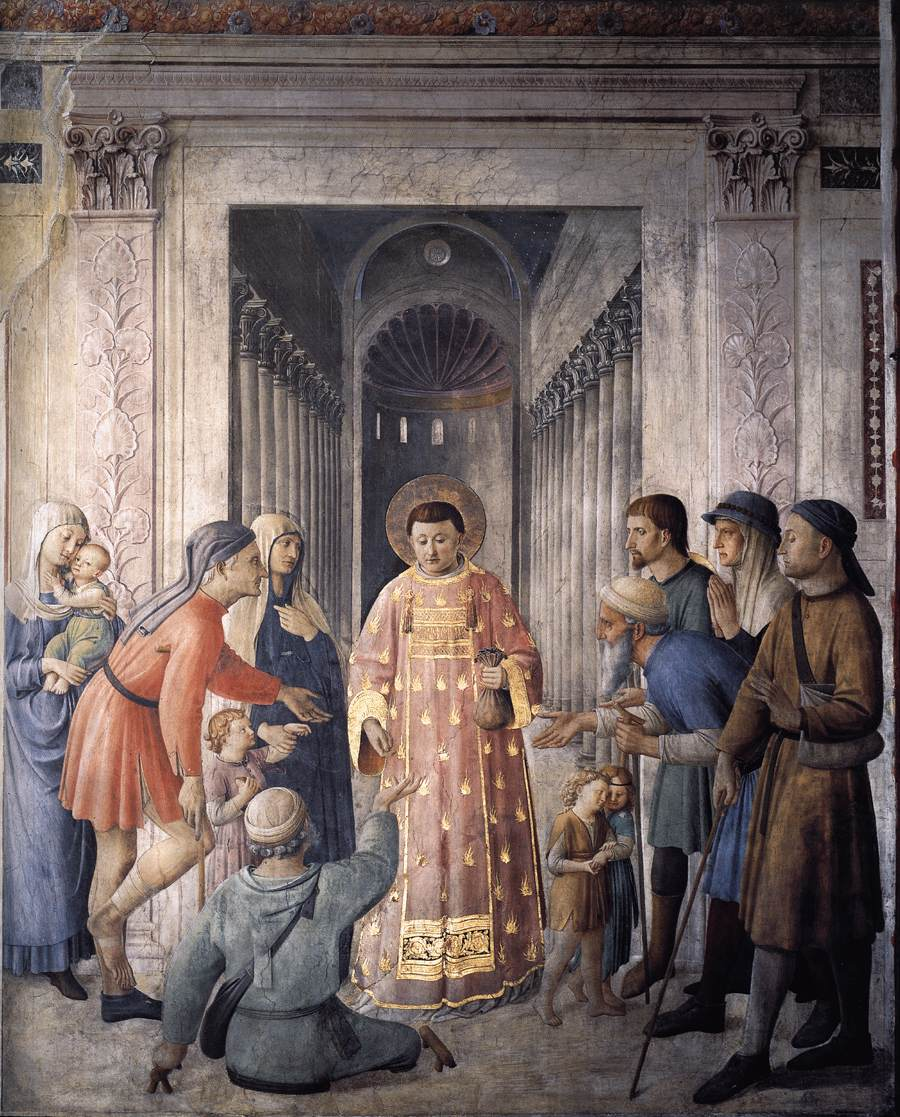
Saint Laurent distribue l'aumône, Fra Angelico (III).
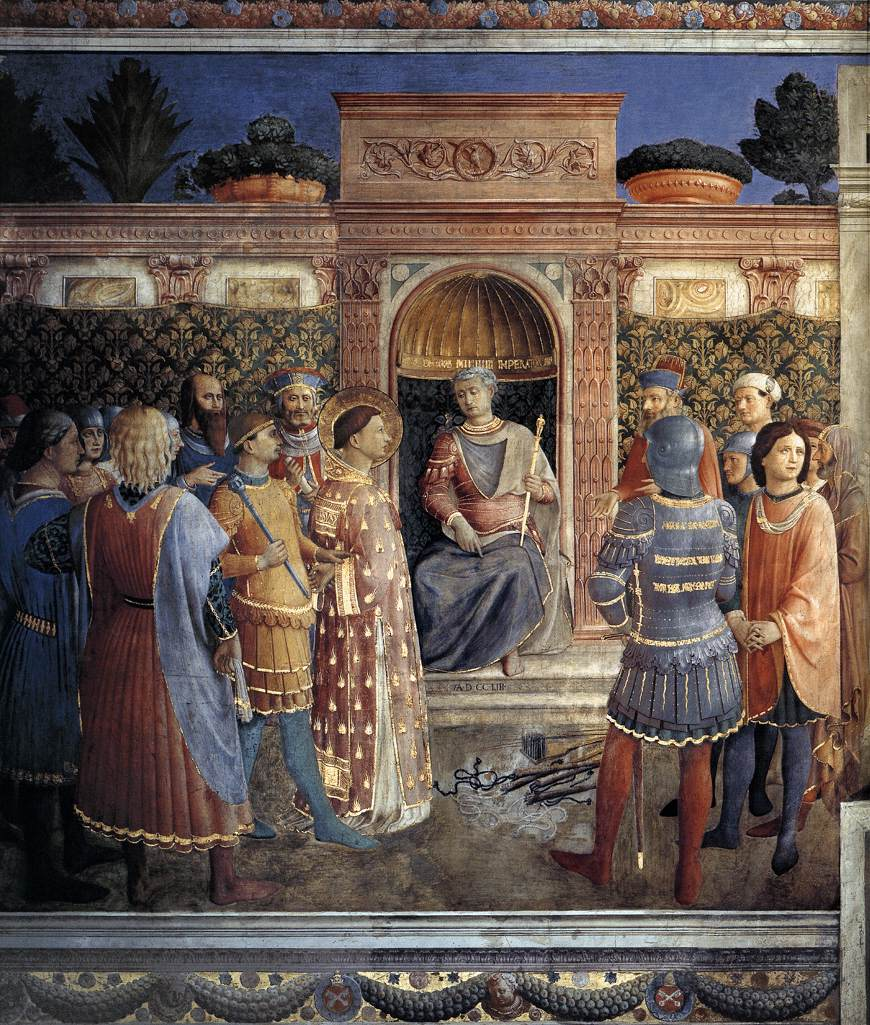
Condamnation de saint Laurent par l'empereur Valérien, Fra Angelico (IV).
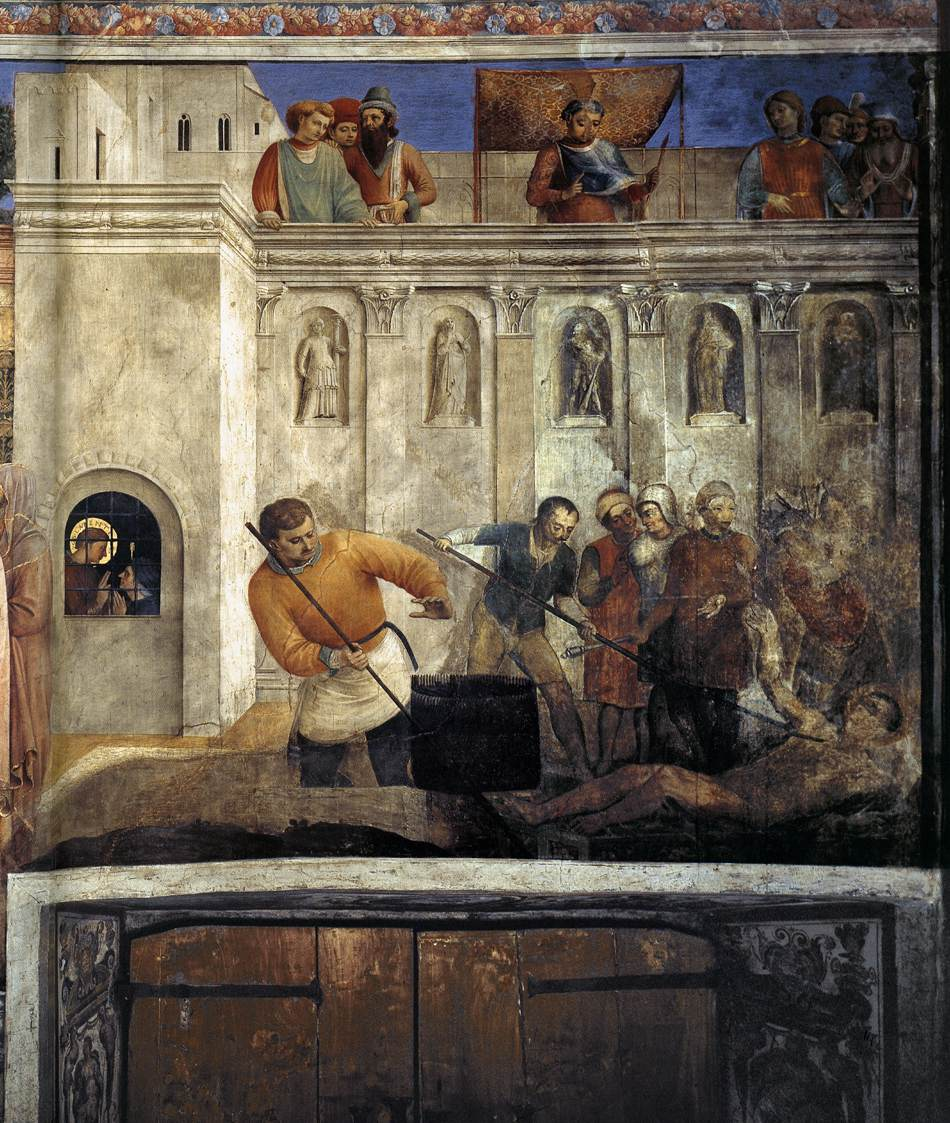
Le Martyre de saint Laurent, Fra Angelico (V).
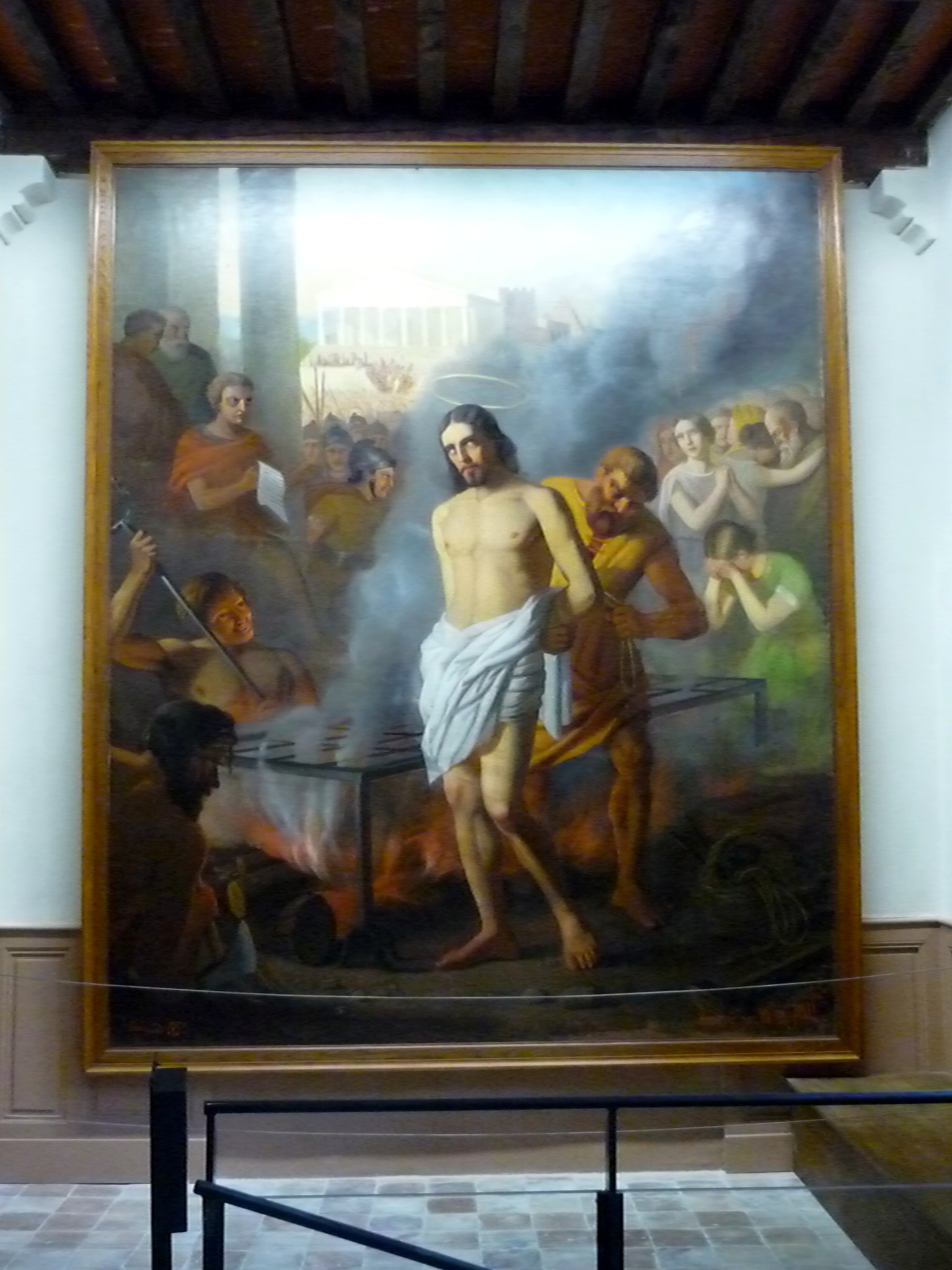
Le Martyre de saint Laurent, Auguste Marquiand, musée archéologique Saint-Laurent, Grenoble.
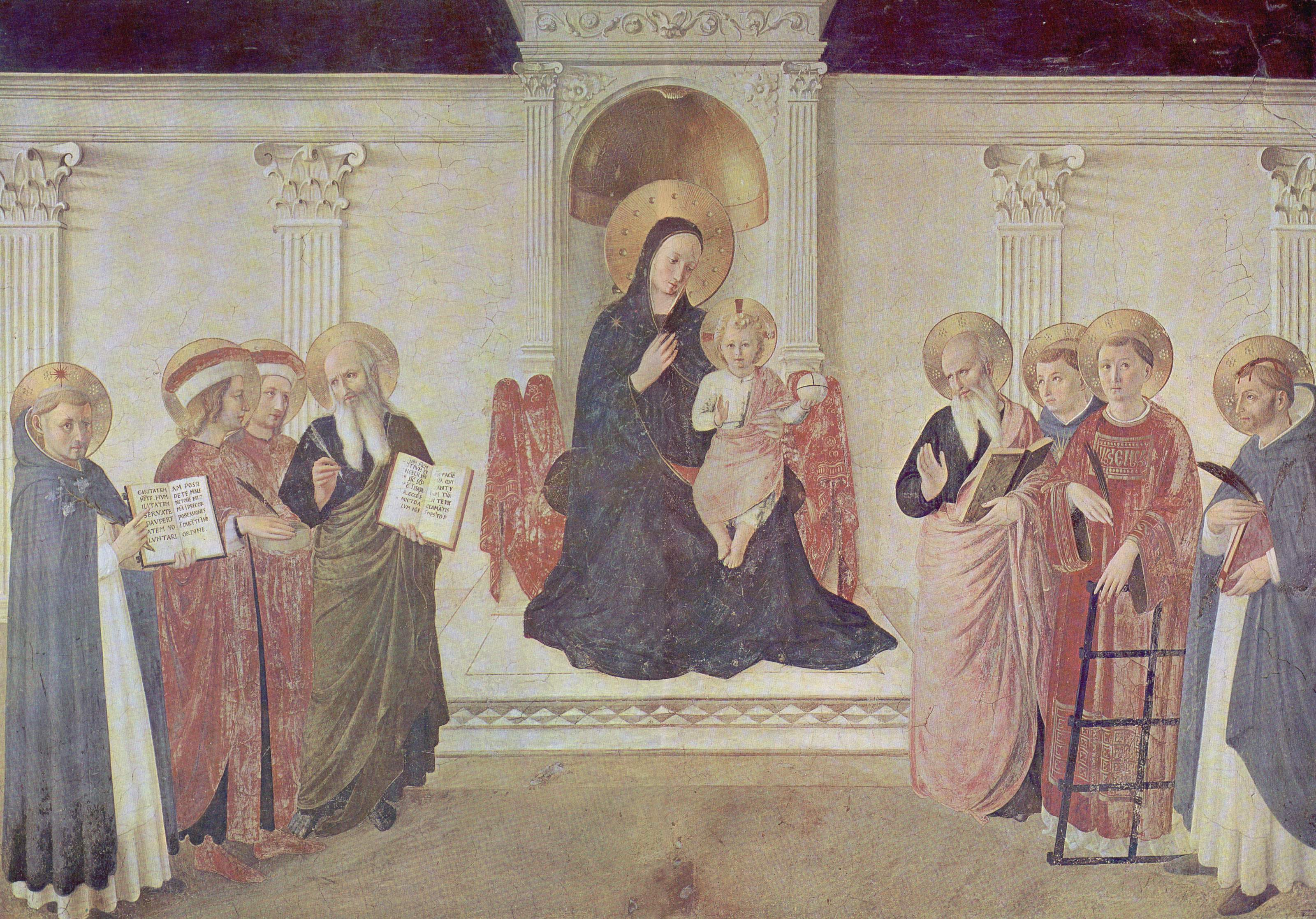
L'Enfant Jésus et Notre-Dame célébrant des saints dont Laurent (avec le gril), Fra Angelico, musée national San Marco, Florence.

### Son martyre

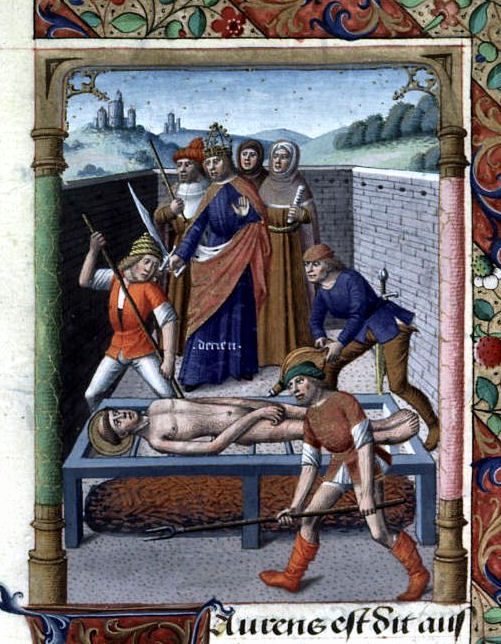
Le Supplice de saint Laurent sur le gril (enluminure du XVe siècle).

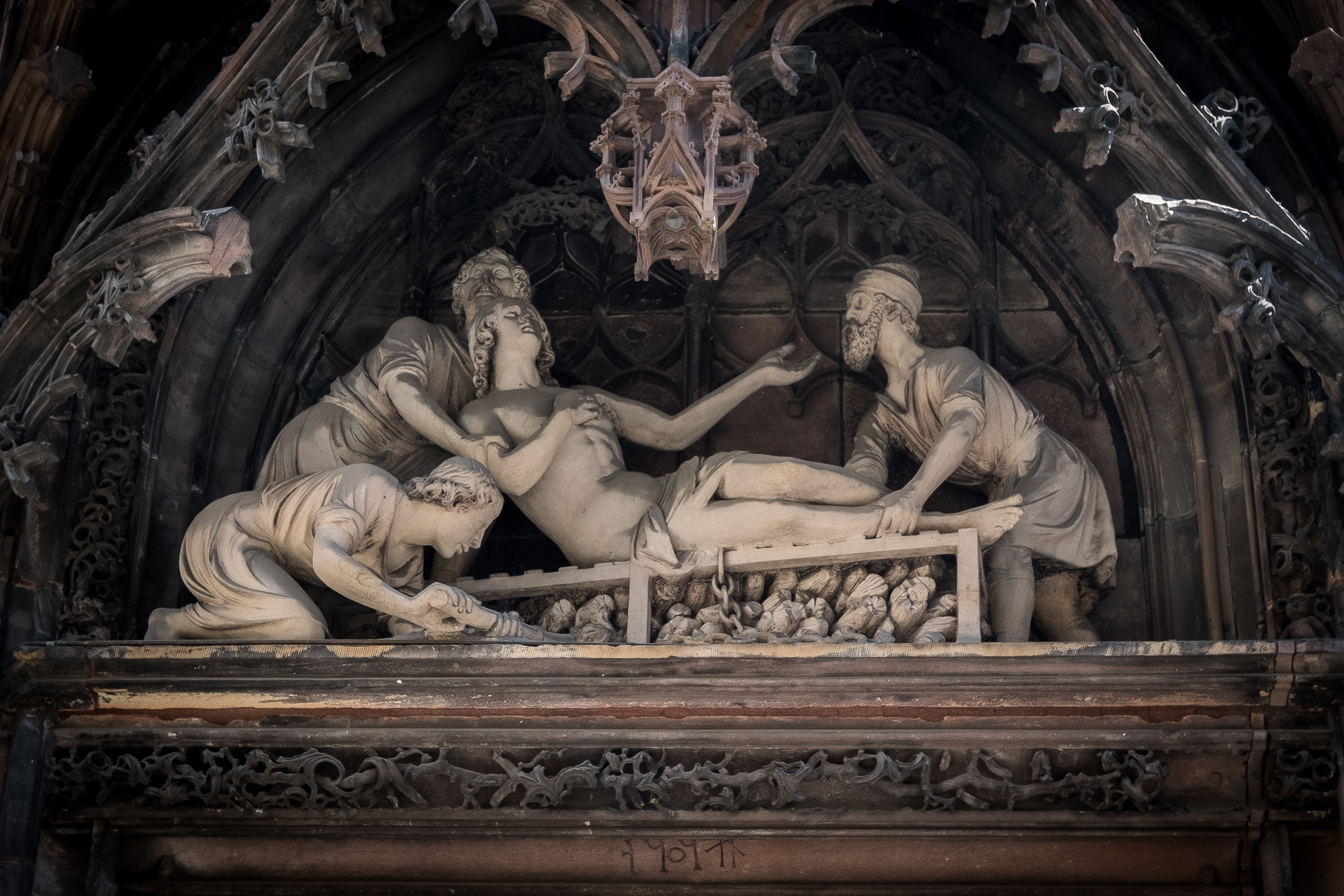
Martyre de saint Laurent, cathédrale Notre-Dame de Strasbourg.

Le préfet de Rome (qui, selon les versions, serait soit Dacien, soit, pour Jacques de Voragine, Dèce) qui a commandé le martyre, informé que l'Église possède des trésors, fait venir Laurent et lui enjoint de les livrer pour les besoins publics (car l'empereur cherche à financer ses troupes). Le saint diacre demande un peu de temps : 
« J'avoue que notre Église est riche et que l'empereur n'a point de trésors aussi précieux qu'elle ; je vous en ferai voir une bonne partie, donnez-moi seulement un peu de temps pour tout disposer. »
Finalement, il se présente devant le préfet de Rome les poches vides en lui montrant une foule de malades, d'estropiés et de sans-le-sou qui l'accompagnent, en disant : « Voici les trésors de l'Église, sans compter les vierges et les veuves consacrées à Dieu. »
À cette vue, le préfet entre en fureur, et, croyant intimider le saint diacre, lui dit que les tortures qu'il aura à souffrir seront prolongées et que sa mort ne sera qu'une lente et terrible agonie. Ayant ordonné de dépouiller Laurent de ses habits, il le fait fouetter sévèrement, puis le fait mettre en prison. Là, Laurent guérit un aveugle et convertit le chef de la garde, nommé Hippolyte.
Il connaît son supplice trois jours après la mise à mort du pape Sixte II. Il est étendu et fixé sur un gril, de manière que les charbons placés au-dessous et à demi allumés ne consument sa chair que peu à peu.
Les calendriers anciens retiennent la date de son martyre, qui correspond à sa fête liturgique : le 10 août 258.
À la fin du IVe siècle, saint Ambroise de Milan et Prudence (dans le Peristephanon) consacrent des hymnes à ce martyr très célèbre. La tradition rapporte qu'il subit son martyre sans plainte, priant Dieu jusqu'à son dernier soupir. Lors de son agonie, la tradition constante lui prête ces paroles, lancées au bourreau : 
« Voici, misérable, que tu as rôti un côté ; retourne l’autre et mange », ou : « Voici, ce côté est maintenant bien rôti ; retourne-moi, pour que l'autre cuise aussi. »

C'est vraisemblablement pour ces paroles qu'il est considéré comme un personnage plein d'esprit. La tradition populaire fit de lui, plus tard, le saint patron des cuisiniers et des rôtisseurs.

## Reliques

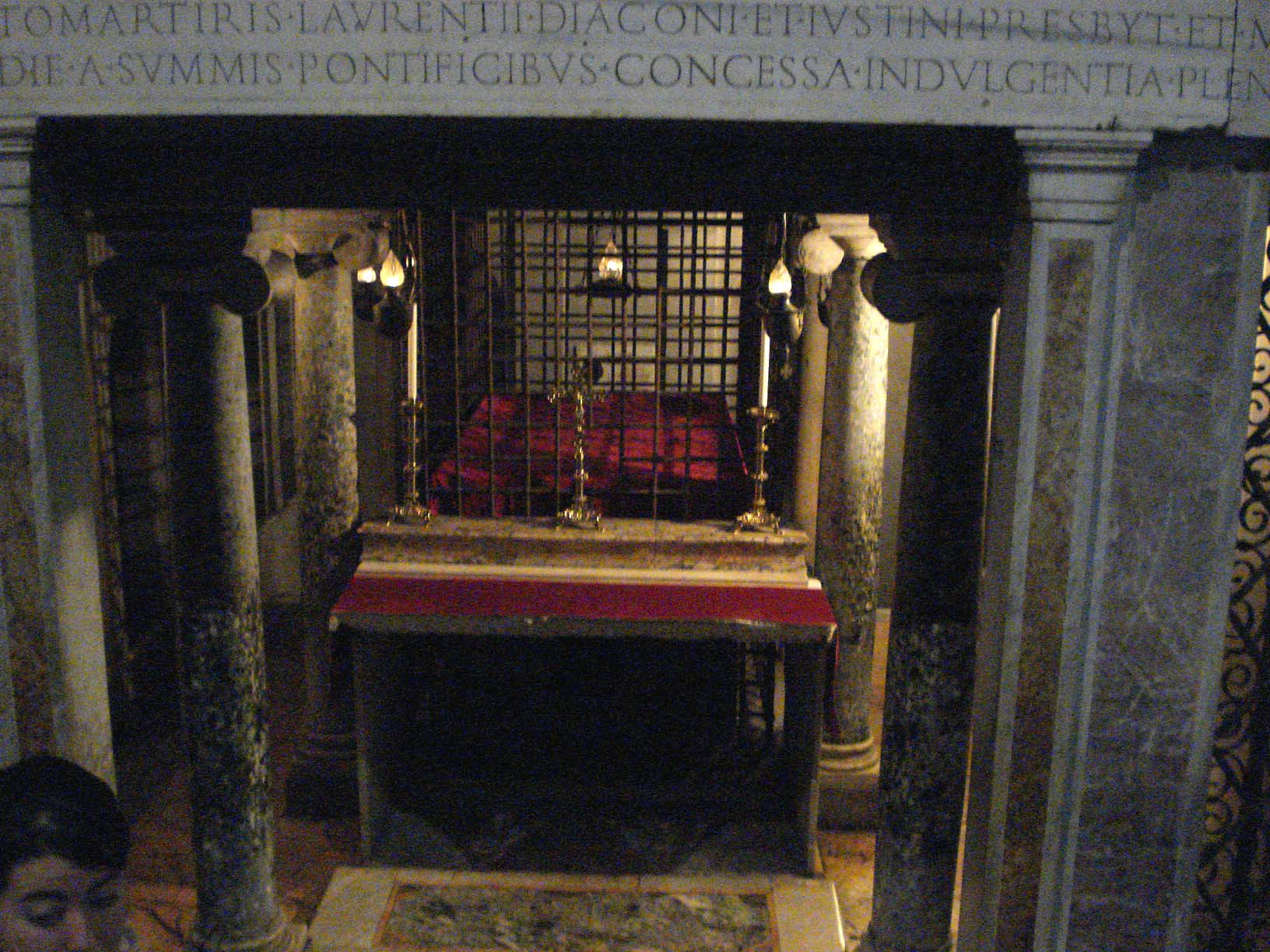
Sépulcre de saint Laurent avec des reliques de saint Étienne sous le maître-autel de la basilique Saint-Laurent-hors-les-Murs.

Après son martyre, le corps de saint Laurent est recueilli par deux prêtres, Hyppolite et Justin, qui l’enterrent dans un champ en dehors de la ville appartenant à une veuve nommée Cyriaque à qui l’archidiacre avait rendu la santé. L’empereur Constantin fait élever une église au-dessus de son tombeau, sur la voie Tiburtine, Saint-Laurent-hors-les-Murs, qui abrite la majeure partie du corps du martyr.
Preuve que ses reliques étaient très précieuses, l’un de ses bras fut placé dans la chapelle Sancta Sanctorum avec de nombreuses autres de première importance. La chapelle s’appelait alors oratoire Saint-Laurent et servait au pape notamment à carême. Au Ve siècle, l’impératrice Pulchérie décide d’une église en son honneur à Constantinople que l’empereur Justinien agrémente. Le pape Pélage II, vers la fin du VIe siècle, ajoute des reliques de saint Étienne le Protomartyr à celle majeure de l’église Saint-Laurent-hors-les-Murs pour unir les deux diacres dans la vénération de l'Église.
À la fin du VIIIe siècle, le pape Adrien Ier donne à Charlemagne d’autres reliques offertes à l’église de Strasbourg à l’origine de la construction d’une chapelle dédiée à son nom. Au XIIIe siècle, une relique est rapportée de Hongrie par un chanoine à l'abbaye Saint-Martin de Laon et déposée plus tard dans l'église. Au XVIe siècle, le site royal de Saint-Laurent-de-l'Escurial est érigé par le roi Philippe II à la suite de sa victoire à la bataille de Saint-Quentin le jour de la Saint-Laurent et pour expiation d’avoir tué des civils dans une église dédiée au diacre martyr.
Sa tête (son chef), considérée comme l'une des reliques les plus importantes de l'Église, est conservée dans le Trésor des reliques du Vatican depuis le pontificat de Sixte V. Elle est parfois exposée à la vénération des fidèles le jour de la fête de saint Laurent dans l'église Sainte-Anne-des-Palefreniers. Selon la tradition, le légendaire gril serait conservé à la basilique San Lorenzo in Lucina. Et l’église San Lorenzo in Panisperna — Panisperna signifie en latin « pain (pani) et jambon (perna) » — rappelle les dons distribués aux pauvres par saint Laurent. À l’église Santa Maria Assunta à Amaseno, un reliquaire contenant des résidus ensanglantés connaît une liquéfaction tous les 10 août.

## Fête

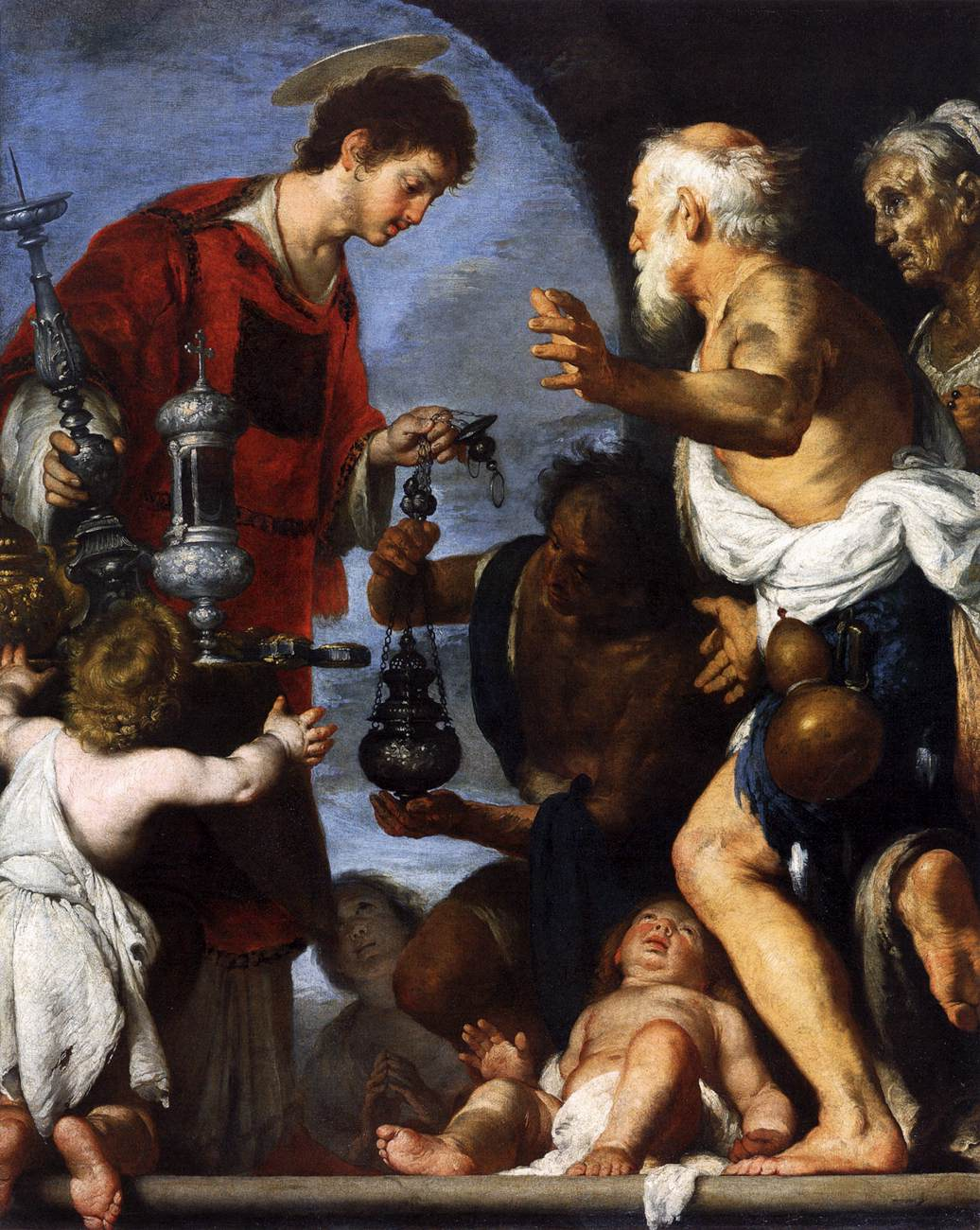
La Charité de saint Laurent, de Bernardo Strozzi, église Saint-Nicolas de Tolentino, Venise.

Sa fête, qui comportait une veillée solennelle de prières, s’établit juste après celle des saints Pierre et Paul par ordre d'importance. Dans le Depositio Martyrum, son culte est  bien attesté le 10 août de la deuxième décennie du IVe siècle, dans son sépulcre de la via Tiburtine décidé par Constantin. Au VIe siècle, le Sacramentaire léonien n'indique pas moins de douze messes pour le célébrer, plus une pour la vigile et une pour l'octave. L’habitude fut prise de pratiquer deux messes le 10 août, l’une à Saint-Laurent-hors-les-Murs et l’autre, plus solennelle, dans la grande basilique vaticane de l'époque. Depuis le Moyen Âge, trente-quatre églises lui sont dédiées à Rome, dont celle du pape Damase, dite aujourd’hui San Lorenzo in Damaso.

### Nuit de la Saint Laurent
La « notte di San Lorenzo » (litt. « nuit de la Saint Laurent ») est en Italie traditionnellement associée au passage de la pluie de météores des Perséides, un phénomène populairement appelé étoiles filantes, mais aussi poétiquement appelé en italien « lacrime di San Lorenzo » (litt. « les larmes de Saint Laurent »), considérées comme une évocation des charbons ardents sur lesquels le saint a été martyrisé,.
Célèbre est le poème de Giovanni Pascoli, qui interprète la pluie de météores comme des larmes célestes, nommées d'après le jour dédié au saint, le 10 août :

« San Lorenzo, io lo so perché tanto

di stelle per l'aria tranquilla

arde e cade, perché sì gran pianto

nel concavo cielo sfavilla... »

## Attributs et iconographie
Saint Laurent est habituellement représenté en diacre vêtu d'une dalmatique, et bien sûr lors de son martyre près d'un gril ou attaché à celui-ci parmi d'autres diacres, sur ou à côté d'un gril rectangulaire, disposé sur des charbons ardents, tenant une palme (la palme du martyre), un encensoir et éventuellement d'autres accessoires du culte.

## Galerie

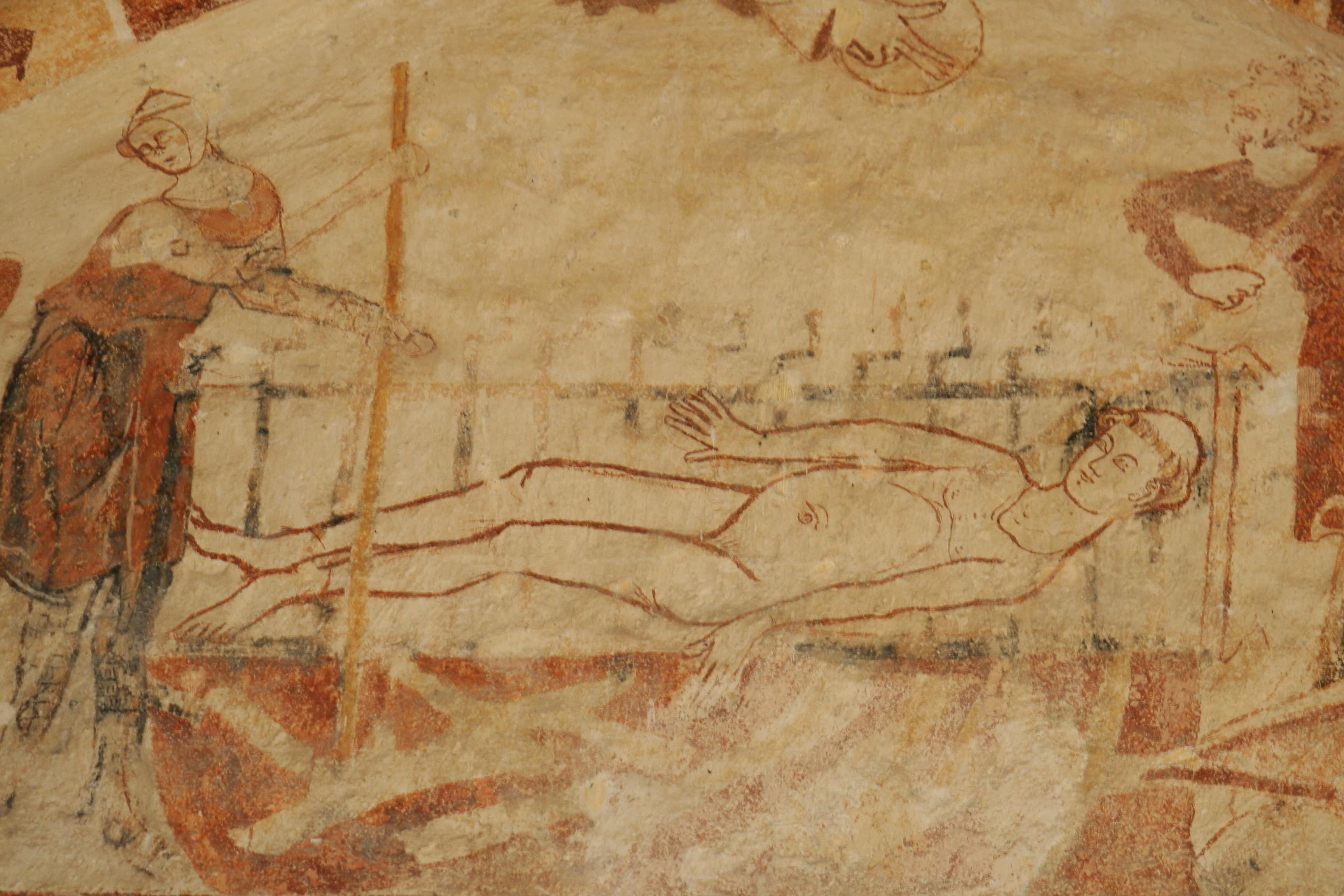
Mesnard-la-Barotière (Vendée) : ancienne église Saint-Christophe : Martyre de saint Laurent (peinture murale du XIIIe siècle).
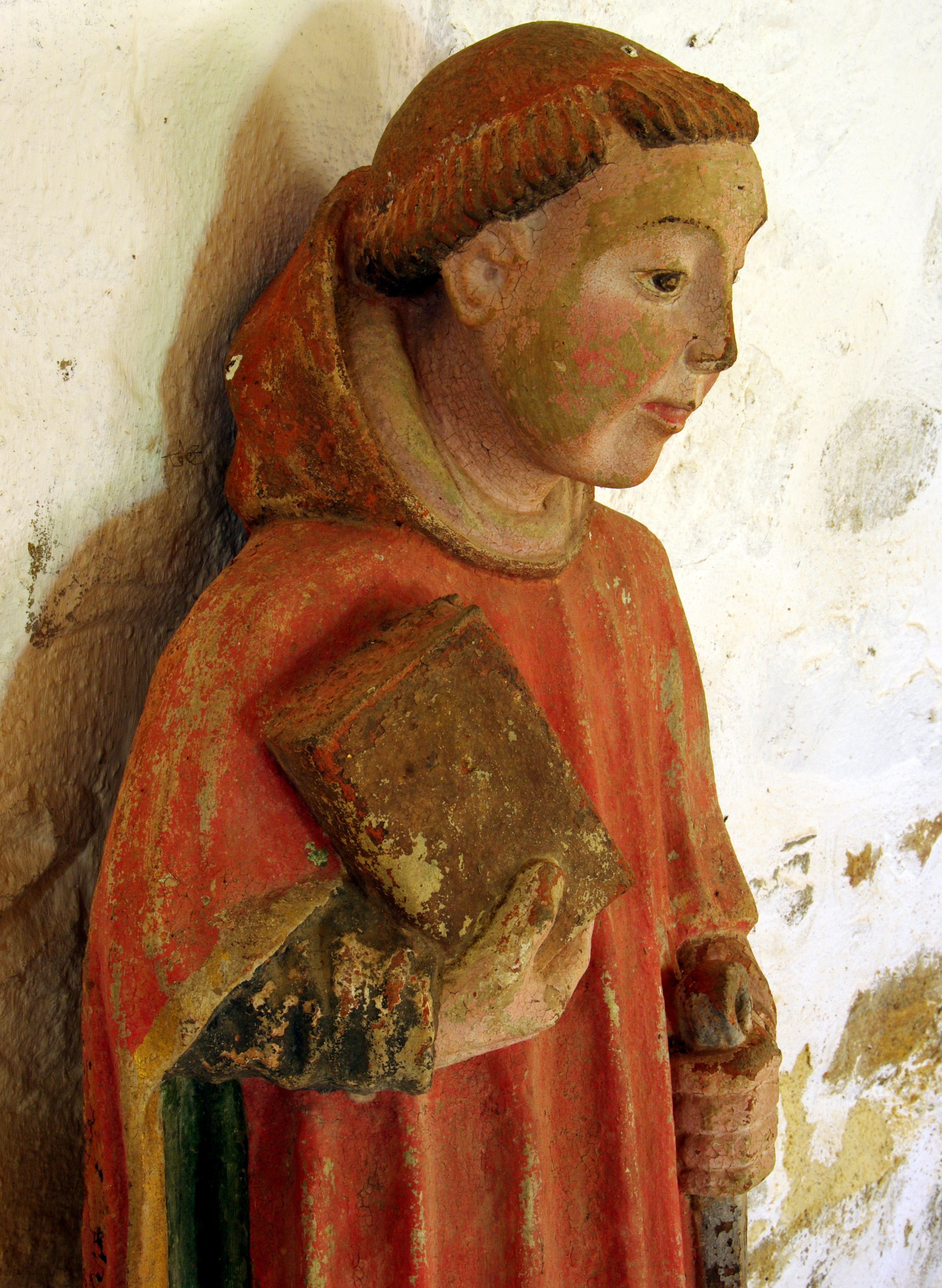
Logonna-Daoulas : statue de saint Laurent.
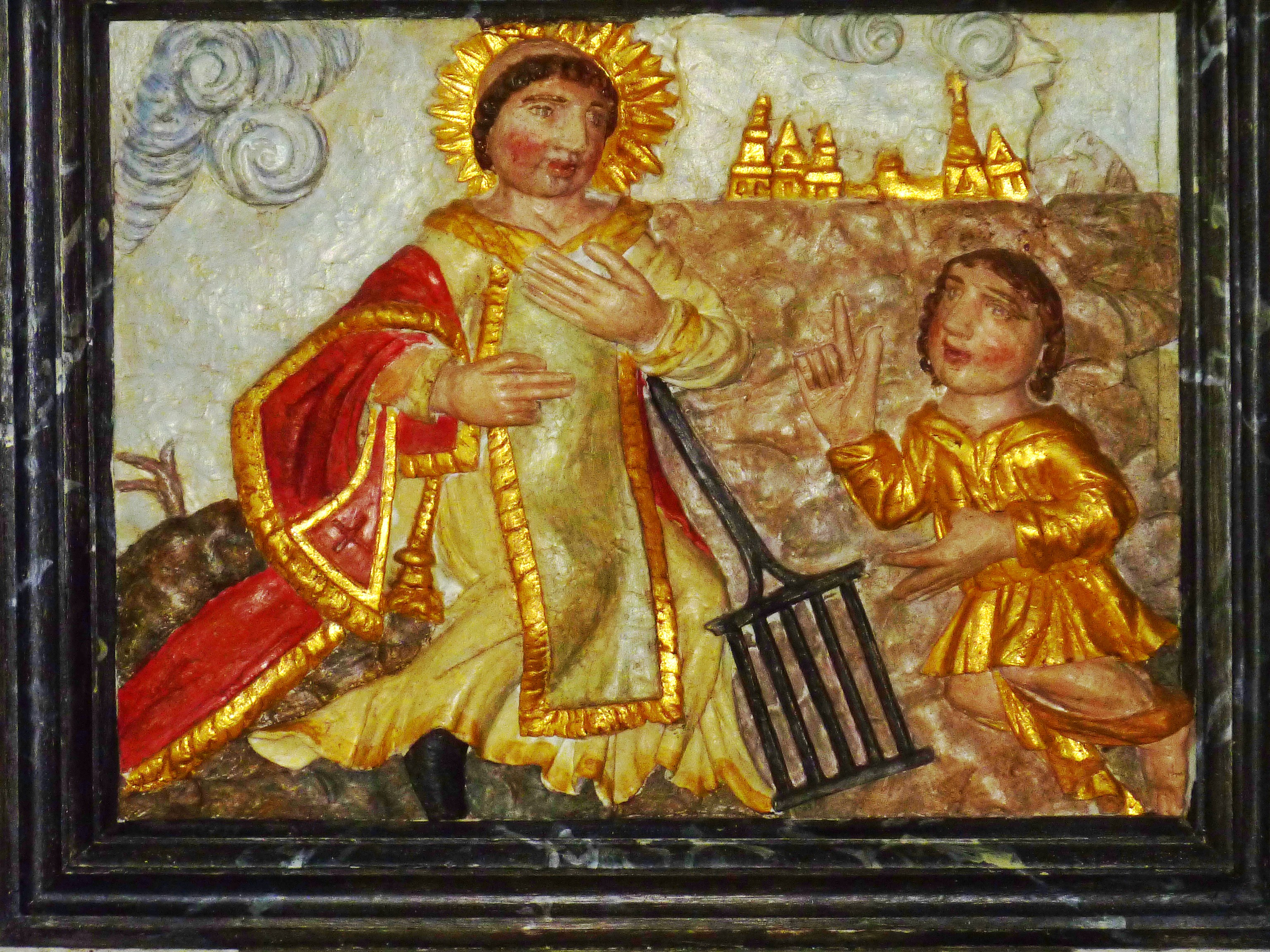
Sainte-Marie-du-Ménez-Hom : retable Le Martyre de saint Laurent.
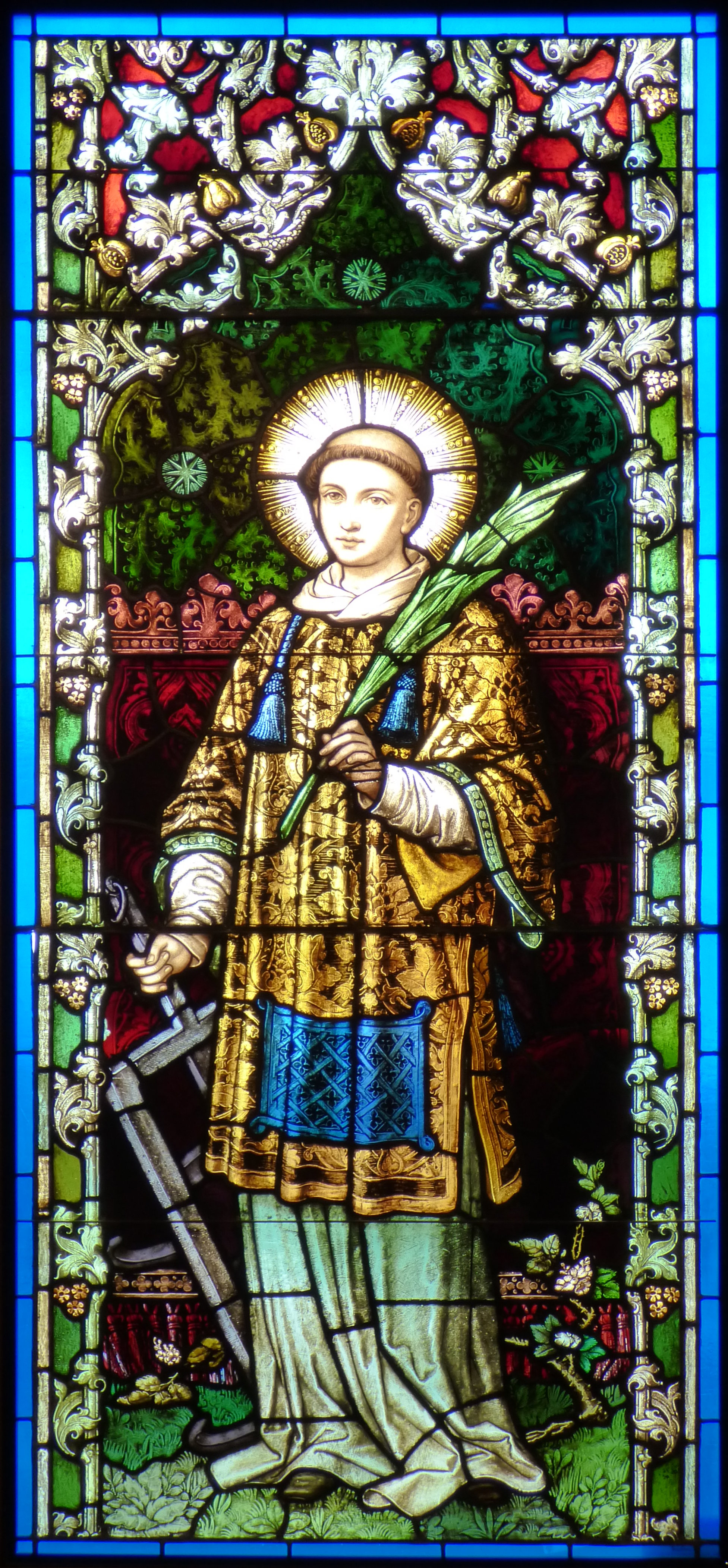
Vitrail de l'église Saint-Laurent-Martyr d'Omaha, dans le Nebraska.

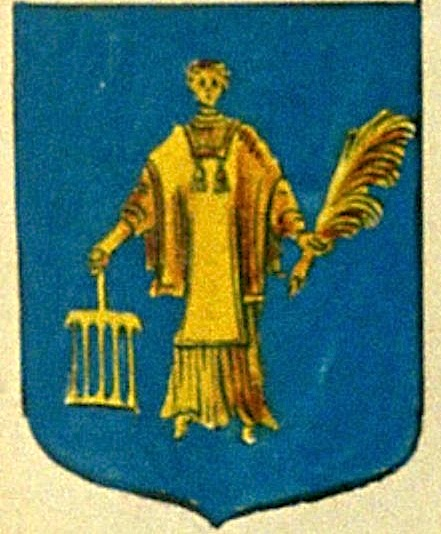
L’ancien blason de Wasselonne selon l’Armorial de Louis XIV.
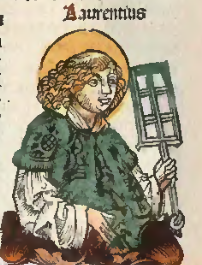
Saint Laurent dans La Chronique de Nuremberg (1493).
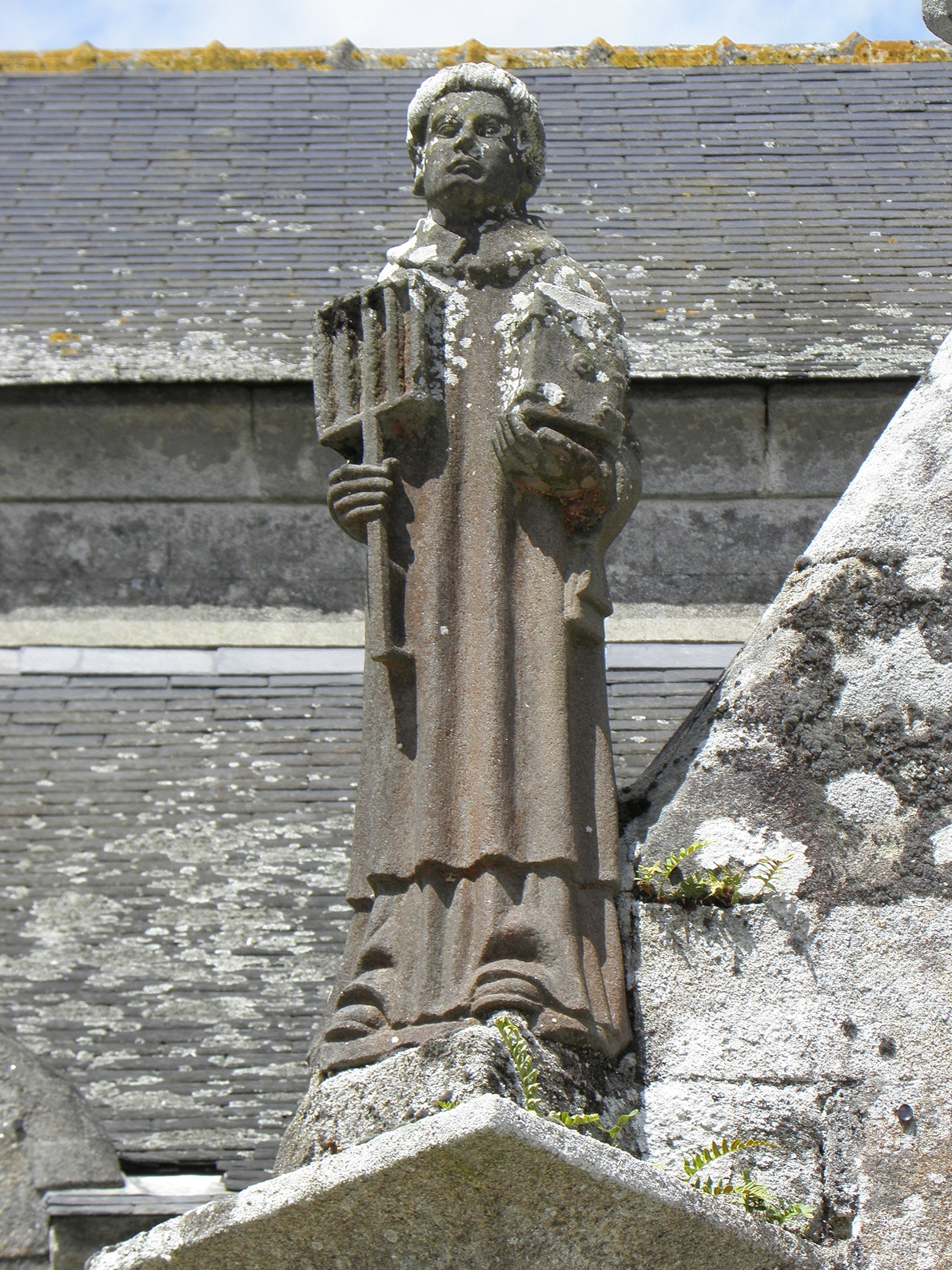
Église paroissiale Saint-Ouen de Quéménéven : porche sud, statue de saint Laurent.
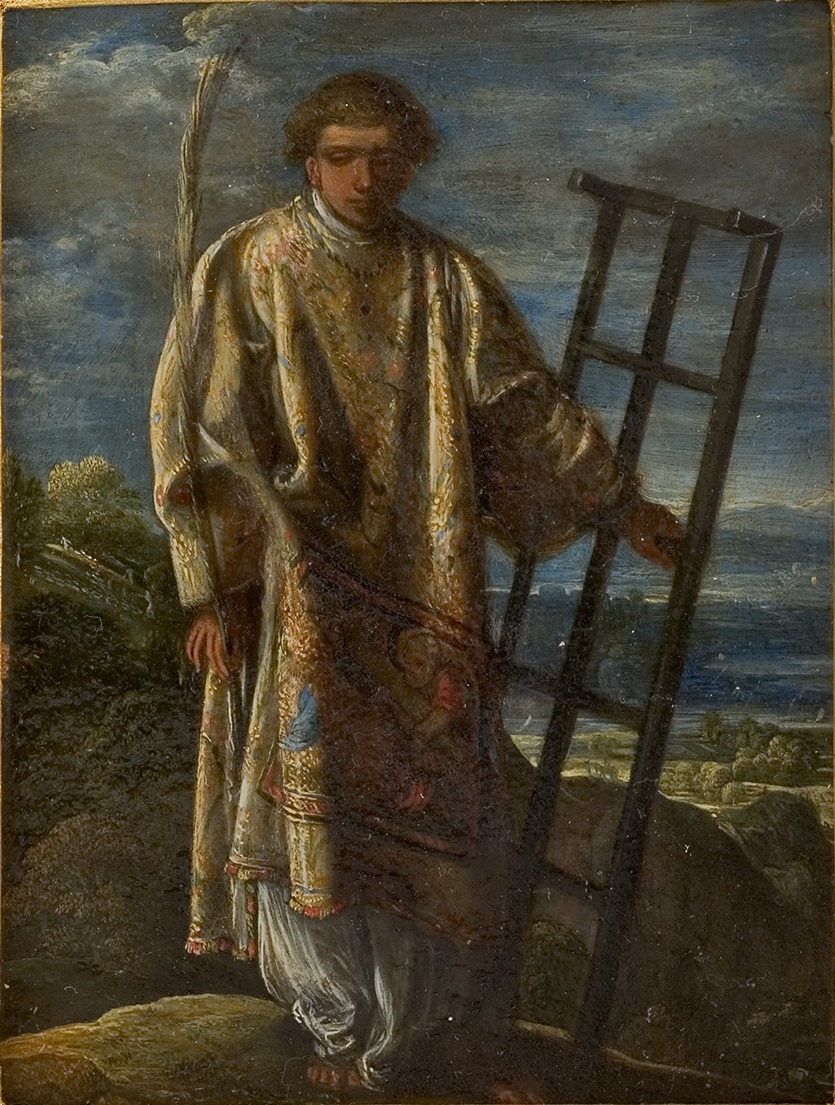
Saint Laurent, par Adam Elsheimer (ca. 1605). Huile sur cuivre argenté, musée Fabre, Montpellier.

## Mémoire de Laurent de Rome
- Marc-Antoine Charpentier a composé vers 1675 un motet de saint Laurent H.321, pour une voix, deux dessus instrumentaux et une basse continue.

### Fleuve Saint-Laurent

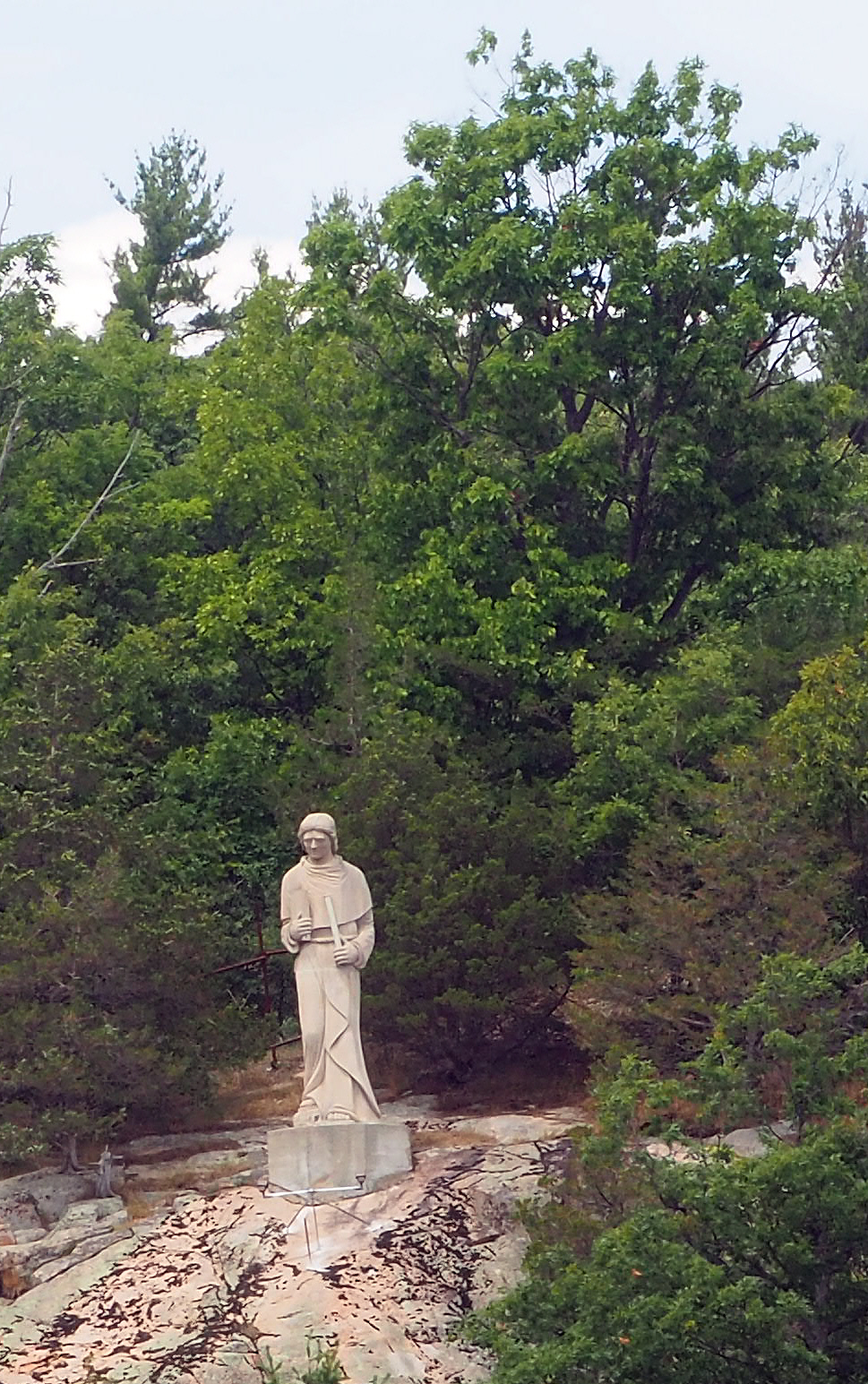
Statue de saint Laurent sur la rivière Oswego, Oswego, État de New York.

Le grand fleuve canadien et américain, le Saint-Laurent, est nommé en son honneur car Jacques Cartier aurait navigué pour la première fois sur le fleuve un 10 août, jour de la Saint-Laurent. Une statue du saint est installée le long du fleuve, dans la région des Mille-Isles (Ontario et État de New York). Sculptée par James Smith des Campbell Monuments Limited de Belleville, cette statue de 6 mètres de hauteur pèse 16 tonnes. Elle est taillée en pierre calcaire de l'Indiana. Par ailleurs, à Montréal, métropole québécoise baignée par les eaux du fleuve, l'artère centrale qui divise la ville en deux porte le nom de boulevard Saint-Laurent (surnommé autrefois la Main). En outre, l'un des arrondissements montréalais est celui de Saint-Laurent, où s'élève le Cégep de Saint-Laurent, un collège d'enseignement général et professionnel.

### Le palais de l'Escurial inspiré par le gril de saint Laurent
Le roi d'Espagne Philippe II remporte l'importante victoire de Saint-Quentin en 1557 le jour de la Saint-Laurent. Pour remercier le ciel, il fait bâtir son palais de l'Escurial près de Madrid sur le plan, dit-on, du gril de saint Laurent.

### Les Perséides
Les Perséides, pluie d'étoiles filantes que l'on observe dans le ciel d'été autour du 12 août, sont également appelées larmes de saint Laurent.

### Réseau Saint Laurent
Inspiré par saint Laurent et sa disposition envers les plus pauvres, le réseau Saint Laurent est un collectif d'associations qui vient en aide à des personnes vivant des situations de pauvreté, en leur proposant également une démarche spirituelle. Rassemblements à Lourdes, week-ends de théologie pastorale et rencontres diverses organisent leur temps d’entraide et de concertation.

### Quartier de Grenoble
L'un des plus anciens quartiers de Grenoble est le quartier Saint-Laurent où un complexe funéraire est attesté dès la fin du IVe siècle lors de la christianisation de la ville. Par la suite, divers édifices religieux se sont construits au fil des siècles à cet endroit précis, motivant en 1983 la désacralisation de l'église Saint-Laurent pour faire du site le musée archéologique Saint-Laurent.